# Драченко, Иван Григорьевич
Ива́н Григо́рьевич Драче́нко (15 ноября 1922 — 16 ноября 1994) — лётчик-штурмовик, Герой Советского Союза, Полный Кавалер ордена Славы (один из 4-х полных кавалеров ордена Славы, удостоенных звания «Герой Советского Союза»). Продолжал воевать после потери одного глаза.

## Биография
Родился 15 ноября 1922 в селе Великая Севастьяновка, ныне Христиновского района Черкасской области, в семье крестьянина. Украинец. Член КПСС с 1944 года. Окончил среднюю школу и Ленинградский аэроклуб.
В 1941 призван в Красную Армию. Летом 1943 года окончил Тамбовскую военную авиационную школу пилотов и был направлен на фронт в качестве лётчика-штурмовика. Воевал на Курской дуге.
14 августа 1943 года в районе Харькова, спасая командира полка, на Ил-2 таранил истребитель противника. При таране был тяжело ранен, в бессознательном состоянии взят в плен. В лагере военнопленных советский врач сделал ему сложную операцию, но правый глаз спасти не удалось. В сентябре 1943 года Драченко бежал из плена. После лечения в московском госпитале в марте 1944 года вернулся к полётам. В составе 140-го гвардейского штурмового авиационного полка (8-я гвардейская штурмовая авиационная дивизия, 1-й гвардейский штурмовой авиационный корпус 5-я воздушная армия) провоевал до конца войны.
За годы войны совершил 151 боевой вылет, в 24 воздушных боях сбил 5 самолётов противника, ещё 9 уничтожил на аэродромах, разбил 4 моста, уничтожил много техники и живой силы противника.
Указом Президиума Верховного Совета СССР от 26 октября 1944 года Ивану Григорьевичу Драченко присвоено звание Героя Советского Союза с вручением ордена Ленина и медали «Золотая Звезда».
После войны И. Г. Драченко поступил в Военно-воздушную академию, но в 1947 году по состоянию здоровья был уволен в запас в звании капитана. В 1953 году окончил юридический факультет Киевского государственного университета, затем аспирантуру. Работал директором школы, затем заместителем директора Дворца культуры в Киеве. Скончался 16 ноября 1994 года.

## Награды
- Медаль «Золотая Звезда» Героя Советского Союза;
- орден Ленина;
- орден Красного Знамени;
- 2 ордена Отечественной войны 1-й степени;
- орден Красной Звезды;
- полный кавалер ордена Славы: ордена Славы 1-й, 2-й и 3-й степени;
- медали.

## Память

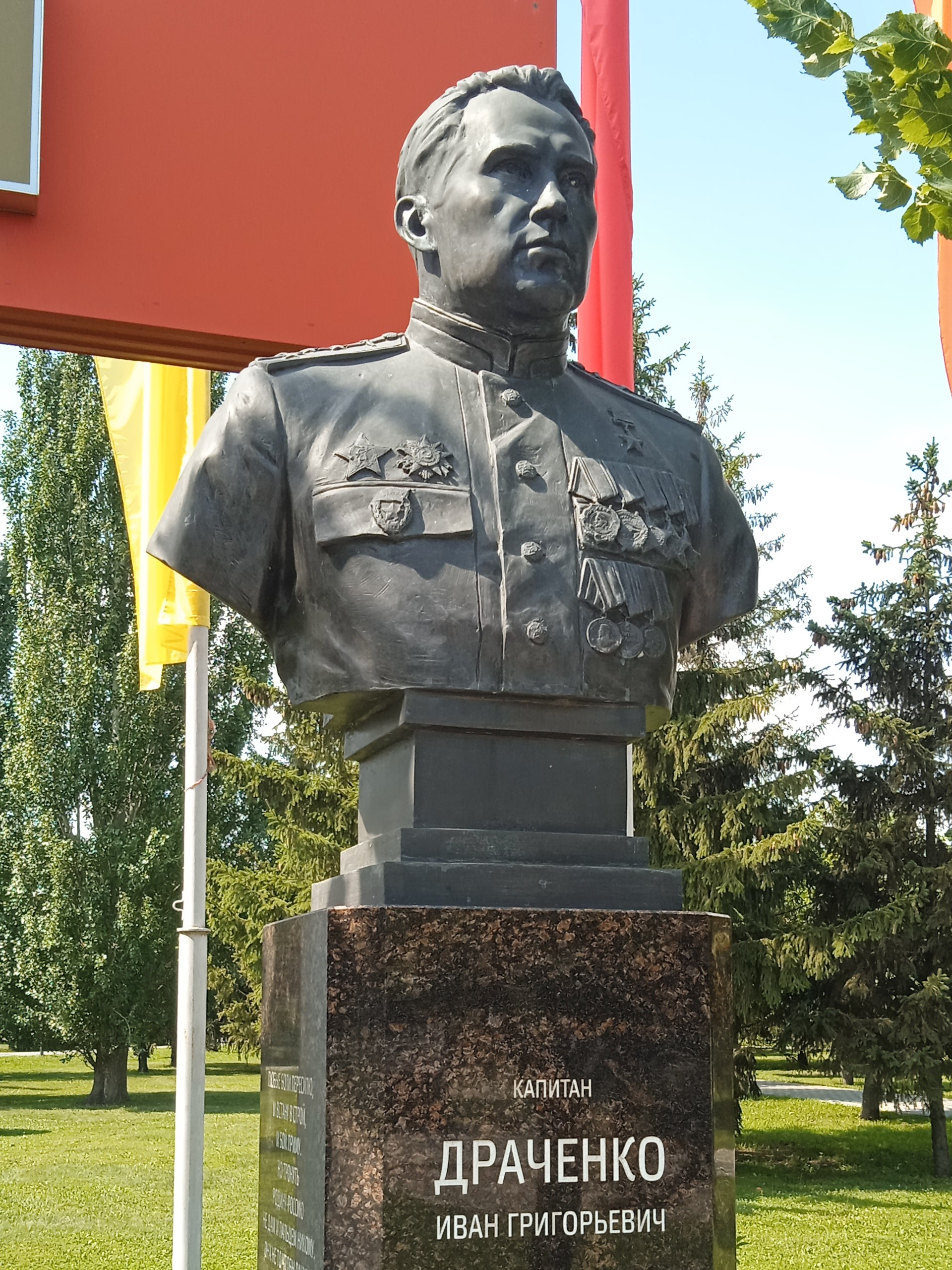
Бюст Ивана Драченко в Тамбове

- В Парке Победы Тамбова установлен бюст Героя[3].

## Сочинения
- Драченко И. Г. Ради жизни на земле — Киев: Издательство ЦК ЛКСМУ «Молодь», 1976.
- Драченко И. Г. На крыльях мужества — М.: ДОСААФ, 1986.